# Abschlussprüfung (Berufsausbildung)
Nach § 37 Berufsbildungsgesetz (BBiG) und § 31 Handwerksordnung (HwO) sind im deutschen Berufsbildungssystem in den anerkannten Ausbildungsberufen Abschlussprüfungen (Ausbildungsabschlussprüfung, Facharbeiterprüfung oder einfach nur Abschlussprüfung) bzw. Gesellenprüfung durchzuführen. Sie werden von verschiedenen Berufskammern durchgeführt.

## Anmeldung
Die Anmeldung erfolgt in der Regel durch den Ausbildungsbetrieb, der die Auszubildenden bei der örtlichen Berufskammer für einen Prüfungstermin anmeldet.

## Prüfung
Die Prüfung wird von den örtlichen Berufskammern durchgeführt. Die Prüfungen sind von einer staatlichen, bundesweit zentralen Prüfungskommission erstellt und den Regionalkammern übersandt.
In den dualen Ausbildungsberufen findet nach der schriftlichen Prüfung noch eine praktische Prüfung statt. Diese wird auch in den Betrieben, durch den Prüfungsausschuss, abgenommen.
Noten für schriftliche und praktische Prüfungen werden im Zeugnis aufgeführt.

### Prüfungsgegenstand
Ziel der Abschlussprüfung ist nach § 38 BBiG, die berufliche Handlungsfähigkeit des Prüflings festzustellen. Der Prüfling soll demnach zeigen, dass er die zur Lösung fachlicher Probleme notwendigen Kompetenzen besitzt und anwenden kann.

### Prüfungsdurchführung
Die Abschlussprüfung wird nach § 39 BBiG nach den Vorgaben der Ausbildungsordnung und der Prüfungsordnung vom Prüfungsausschuss der zuständigen Stelle durchgeführt.

## Bestandene Prüfung
Das Berufsausbildungsverhältnis endet mit Ablauf der Ausbildungszeit (§ 21 Abs. 1 BBiG).
Besteht der Auszubildende vor Ablauf der Ausbildungszeit die Abschlussprüfung, dann endet das Berufsausbildungsverhältnis mit dem Bestehen der Abschlussprüfung (§ 21 Abs. 2 BBiG).
Auf das Ende des Ausbildungsverhältnisses ist besonders zu achten, wenn eine Übernahme nicht beabsichtigt ist. Wird er nämlich nach diesem Zeitpunkt im Betrieb weiter beschäftigt, dann gilt ohne Zutun und ohne jede Absprache ein Arbeitsverhältnis auf unbestimmte Zeit mit ihm als vereinbart (§ 24 Abs. 1 BBiG).
In der Regel steht es beiden Parteien frei, mit dem anderen ein Arbeitsverhältnis einzugehen. Für diese gelten dann die allgemeinen Regeln des Arbeitsrechts (§ 99 BetrVG).

## Nicht bestandene Prüfung
Ist der Auszubildende in der Abschlussprüfung nicht erfolgreich gewesen, ergibt sich folgende Situation: Zunächst endet das Ausbildungsverhältnis mit der im Berufsausbildungsverhältnis vereinbarten Zeit. Dem Auszubildenden steht jedoch das Recht zu, durch einseitige Erklärung eine Verlängerung des Berufsausbildungsverhältnisses bis zur nächsten Wiederholungsprüfung, höchstens aber um ein Jahr, herbeizuführen (§ 21 Abs. 3 BBiG). Auf Verlangen des Auszubildenden verlängert sich nach der Rechtsprechung des Bundesarbeitsgerichts das Ausbildungsverhältnis bis zur nächsten Wiederholungsprüfung, bei deren Nichtbestehen noch mal bis zur zweiten Wiederholungsprüfung, jedoch nicht über eine Gesamtlänge von einem Jahr hinaus.